# Zwemmen op de Gemenebestspelen 2018
Baanzwemmen is een van de disciplines van de Olympische sport Zwemmen die werd beoefend tijdens de Gemenebestspelen 2018 in Gold Coast. De wedstrijden werden tussen 5 en 10 april gehouden in het Gold Coast Aquatic Centre. 
Er zijn 19 onderdelen voor mannen en vrouwen, tevens zijn er nog twaalf onderdelen voor gehandicapten.

## Medailles

### Mannen
| Onderdeel            | Goud | Goud     | Zilver | Zilver   | Brons | Brons           |
| -------------------- | --- | -------- | --- | -------- | --- | --------------- |
| Vrije slag           | |          | |          | |                 |
| 50 m                 | Benjamin Proud Engeland | 21,35    | Bradley Tandy Zuid-Afrika                                                                                           | 21,81    | Cameron McEvoy Australië                                                                                            | 21,92           |
| 100 m                | Duncan Scott Schotland | 48,02    | Chad le Clos Zuid-Afrika                                                                                            | 48,15    | Niet uitgereikt | Niet uitgereikt |
| 100 m                | Duncan Scott Schotland | 48,02    | Kyle Chalmers Australië                                                                                             | 48,15    | Niet uitgereikt | Niet uitgereikt |
| 200 m                | Kyle Chalmers Australië | 1.45,56  | Mack Horton Australië                                                                                               | 1.45,89  | Duncan Scott Schotland                                                                                              | 1.46,30         |
| 400 m                | Mack Horton Australië | 3.43,76  | Jack McLoughlin Australië                                                                                           | 3.45,21  | James Guy Engeland                                                                                                  | 3.45,32         |
| 1500 m               | Jack McLoughlin Australië                                                                                                   | 14.47,09 | Daniel Jervis Wales                                                                                                 | 14.48,67 | Mack Horton Australië                                                                                               | 14.51,05        |
| Rugslag              | |          | |          | |                 |
| 50 m                 | Mitch Larkin Australië | 24,68    | Benjamin Treffers Australië                                                                                         | 24,84    | Zac Incerti Australië                                                                                               | 25,06           |
| 100 m                | Mitch Larkin Australië | 53,18    | Bradley Woodward Australië                                                                                          | 53,95    | Markus Thormeyer Canada                                                                                             | 54,14           |
| 200 m                | Mitch Larkin Australië | 1.56,10  | Bradley Woodward Australië                                                                                          | 1.56,57  | Josh Beaver Australië                                                                                               | 1.57,04         |
| Schoolslag           | |          | |          | |                 |
| 50 m                 | Cameron van der Burgh Zuid-Afrika                                                                                           | 26,58    | Adam Peaty Engeland                                                                                                 | 26,62    | James Wilby Engeland                                                                                                | 27,37           |
| 100 m                | Adam Peaty Engeland | 58,84    | James Wilby Engeland                                                                                                | 59,43    | Cameron van der Burgh Zuid-Afrika                                                                                   | 59,44           |
| 200 m                | James Wilby Engeland | 2.08,05  | Ross Murdoch Schotland                                                                                              | 2.08,32  | Matthew Wilson Australië                                                                                            | 2.08,64         |
| Vlinderslag          | |          | |          | |                 |
| 50 m                 | Chad le Clos Zuid-Afrika | 23,37    | Dylan Carter Trinidad en Tobago                                                                                     | 23,67    | Ryan Coetzee Zuid-Afrika                                                                                            | 23,73           |
| 100 m                | Chad le Clos Zuid-Afrika | 50,65    | James Guy Engeland                                                                                                  | 51,31    | Grant Irvine Australië                                                                                              | 51,50           |
| 200 m                | Chad le Clos Zuid-Afrika | 1.54,00  | David Morgan Australië                                                                                              | 1.56,36  | Duncan Scott Schotland                                                                                              | 1.56,60         |
| Wisselslag           | |          | |          | |                 |
| 200 m                | Mitch Larkin Australië | 1.57,67  | Duncan Scott Schotland                                                                                              | 1.57,86  | Clyde Lewis Australië                                                                                               | 1.58,18         |
| 400 m                | Clyde Lewis Australië | 4.13,12  | Mark Szaranek Schotland                                                                                             | 4.13,72  | Lewis Clareburt Nieuw-Zeeland                                                                                       | 4.14,42         |
| Vrije slag estafette | |          | |          | |                 |
| 4x100 m              | Australië Cameron McEvoy James Magnussen Jack Cartwright Kyle Chalmers James Roberts                                        | 3.12,96  | Engeland David Cumberlidge Benjamin Proud Jarvis Parkinson James Guy Elliot Clogg Cameron Kurle                     | 3.15,25  | Schotland Duncan Scott Jack Thorpe Kieran McGukin Stephen Milne Craig McLean Scott McLay Daniel Wallace             | 3.15,86         |
| 4x200 m              | Australië Alexander Graham Kyle Chalmers Elijah Winnington Mack Horton                                                      | 7.05,97  | Engeland Cameron Kurle Nicholas Grainger Jarvis Parkinson James Guy                                                 | 7.08,57  | Schotland Stephen Milne Duncan Scott Daniel Wallace Mark Szaranek                                                   | 7.09,89         |
| Wisselslagestafette  | |          | |          | |                 |
| 4x100 m              | Australië Mitch Larkin Jake Packard Grant Irvine Kyle Chalmers Bradley Woodward Matthew Wilson David Morgan Jack Cartwright | 3.31,04  | Engeland Luke Greenbank Adam Peaty James Guy Benjamin Proud Elliot Clogg James Wilby Jacob Peters David Cumberlidge | 3.31,13  | Zuid-Afrika Calvyn Justus Cameron van der Burgh Chad le Clos Brad Tandy Martin Binedell Michael Houlie Ryan Coetzee | 3.34,79         |

### Vrouwen
| Onderdeel            | Goud                                                              | Goud       | Zilver                                                           | Zilver  | Brons                                                                         | Brons           |
| -------------------- | ----------------------------------------------------------------- | ---------- | ---------------------------------------------------------------- | ------- | ----------------------------------------------------------------------------- | --------------- |
| Vrije slag           |                                                                   |            |                                                                  |         |                                                                               |                 |
| 50 m                 | Cate Campbell Australië                                           | 23,78      | Taylor Ruck Canada                                               | 24,26   | Niet uitgereikt                                                               | Niet uitgereikt |
| 50 m                 | Cate Campbell Australië                                           | 23,78      | Bronte Campbell Australië                                        | 24,26   | Niet uitgereikt                                                               | Niet uitgereikt |
| 100 m                | Bronte Campbell Australië                                         | 52,27      | Cate Campbell Australië                                          | 52,69   | Taylor Ruck Canada                                                            | 53,08           |
| 200 m                | Taylor Ruck Canada                                                | 1.54,81    | Ariarne Titmus Australië                                         | 1.54,85 | Emma McKeon Australië                                                         | 1.56,26         |
| 400 m                | Ariarne Titmus Australië                                          | 4.00,93    | Holly Hibbott Engeland                                           | 4.05,31 | Eleanor Faulkner Engeland                                                     | 4.07,35         |
| 800 m                | Ariarne Titmus Australië                                          | 8.20,02    | Jessica Ashwood Australië                                        | 8.27,60 | Kiah Melverton Australië                                                      | 8.28,59         |
| Rugslag              |                                                                   |            |                                                                  |         |                                                                               |                 |
| 50 m                 | Emily Seebohm Australië                                           | 27,78      | Kylie Masse Canada                                               | 27,82   | Georgia Davies Wales                                                          | 27,90           |
| 100 m                | Kylie Masse Canada                                                | 58,63      | Emily Seebohm Australië                                          | 58,66   | Taylor Ruck Canada                                                            | 58,97           |
| 200 m                | Kylie Masse Canada                                                | 2.05,98    | Taylor Ruck Canada                                               | 2.06,42 | Emily Seebohm Australië                                                       | 2.06,82         |
| Schoolslag           |                                                                   |            |                                                                  |         |                                                                               |                 |
| 50 m                 | Sarah Vasey Engeland                                              | 30,60      | Alia Atkinson Jamaica                                            | 30,76   | Leiston Pickett Australië                                                     | 30,78           |
| 100 m                | Tatjana Schoenmaker Zuid-Afrika                                   | 1.06,41    | Kierra Smith Canada                                              | 1.07,05 | Georgia Bohl Australië                                                        | 1.07,22         |
| 200 m                | Tatjana Schoenmaker Zuid-Afrika                                   | 2.22,02    | Molly Renshaw Engeland                                           | 2.23,28 | Chloe Tutton Wales                                                            | 2.23,42         |
| Vlinderslag          |                                                                   |            |                                                                  |         |                                                                               |                 |
| 50 m                 | Cate Campbell Australië                                           | 25,59      | Holly Barratt Australië                                          | 25,67   | Madeline Groves Australië                                                     | 25,69           |
| 100 m                | Emma McKeon Australië                                             | 56,78      | Madeline Groves Australië                                        | 57,19   | Brianna Throssell Australië                                                   | 57,30           |
| 200 m                | Alys Thomas Wales                                                 | 2.05,45    | Laura Taylor Australië                                           | 2.07,39 | Emma McKeon Australië                                                         | 2.08,05         |
| Wisselslag           |                                                                   |            |                                                                  |         |                                                                               |                 |
| 200 m                | Siobhan-Marie O'Connor Engeland                                   | 2.09,80    | Sarah Darcel Canada                                              | 2.11,14 | Erika Seltenreich-Hodgson Canada                                              | 2.11,17         |
| 400 m                | Aimee Willmott Engeland                                           | 4.34,90    | Hannah Miley Schotland                                           | 4.35,16 | Blair Evans Australië                                                         | 4.38,23         |
| Vrije slag estafette |                                                                   |            |                                                                  |         |                                                                               |                 |
| 4x100 m              | Australië Shayna Jack Bronte Campbell Emma McKeon Cate Campbell   | 3.30,05 WR | Canada Alexia Zevnik Kayla Sanchez Penelope Oleksiak Taylor Ruck | 3.33,92 | Engeland Siobhan-Marie O'Connor Freya Anderson Anna Hopkin Eleanor Faulkner   | 3.38,40         |
| 4x200 m              | Australië Emma McKeon Brianna Throssell Leah Neale Ariarne Titmus | 7.48,04    | Canada Penelope Oleksiak Kayla Sanchez Rebecca Smith Taylor Ruck | 7.49,66 | Engeland Eleanor Faulkner Siobhan-Marie O'Connor Freya Anderson Holly Hibbott | 7.55,60         |
| Wisselslagestafette  |                                                                   |            |                                                                  |         |                                                                               |                 |
| 4x100 m              | Australië Emily Seebohm Georgia Bohl Emma McKeon Bronte Campbell  | 3.54,36    | Canada Kylie Masse Kierra Smith Penelope Oleksiak Taylor Ruck    | 3.55,10 | Wales Georgia Davies Chloe Tutton Alys Thomas Kathryn Greenslade              | 4.00,75         |

### Onderdelen voor gehandicapten
| Onderdeel             | Goud                         | Goud    | Zilver                      | Zilver  | Brons                        | Brons           |
| Mannen                | Mannen                       | Mannen  | Mannen                      | Mannen  | Mannen                       | Mannen          |
| --------------------- | ---------------------------- | ------- | --------------------------- | ------- | ---------------------------- | --------------- |
| 50 m vrije slag S7    | Matthew Levy Australië       | 28,60   | Christian Sadie Zuid-Afrika | 29,65   | Wei Soong Toh Singapore      | 29,83           |
| 100 m vrije slag S9   | Matthew Levy Australië       | 56,07   | Lewis White Engeland        | 56,77   | Brendan Hall Australië       | 57,90           |
| 200 m vrije slag S14  | Thomas Hamer Engeland        | 1.55,88 | Liam Schluter Australië     | 1.56,23 | Daniel Fox Australië         | 1.58,26         |
| 100 m rugslag S8      | Brendan Hall Australië       | 1.04,73 | Timothy Hodge Australië     | 1.04,99 | Logan Powell Australië       | 1.05,29         |
| 100 m schoolslag SB8  | Timothy Disken Australië     | 1.12,42 | Timothy Hodge Australië     | 1.15,80 | Blake Cochrane Australië     | 1.18,75         |
| 200 m wisselslag SM8  | Jesse Aungles Australië      | 2.30,77 | Blake Cochrane Australië    | 2.32,72 | Philippe Vachon Canada       | 2.34,03         |
| Vrouwen               |                              |         |                             |         |                              |                 |
| 50 m vrije slag S8    | Lakeisha Patterson Australië | 30,14   | Morgan Bird Canada          | 32,03   | Abigail Tripp Canada         | 32,49           |
| 100 m vrije slag S9   | Lakeisha Patterson Australië | 1.03,02 | Alice Tai Engeland          | 1.03,07 | Ellie Cole Australië         | 1.03,36         |
| 100 m rugslag S9      | Alice Tai Engeland           | 1.08,77 | Ellie Cole Australië        | 1.11,51 | Ashleigh McConnell Australië | 1.15,93         |
| 100 m schoolslag SB9  | Sophie Pascoe Nieuw-Zeeland  | 1.18,09 | Paige Leonhardt Australië   | 1.18,81 | Madeleine Scott Australië    | 1.19,98         |
| 50 m vlinderslag S7   | Eleanor Robinson Engeland    | 35,72   | Sarah Mehain Canada         | 37,69   | Niet uitgereikt              | Niet uitgereikt |
| 200 m wisselslag SM10 | Sophie Pascoe Nieuw-Zeeland  | 2.27,72 | Aurelie Rivard Canada       | 2.31,79 | Katherine Downie Australië   | 2.31,81         |

### Medaillespiegel
| Plaats | Land               | Goud | Zilver | Brons | Totaal |
| 1      | Australië          | 28   | 21     | 24    | 73     |
| 2      | Engeland           | 9    | 10     | 5     | 24     |
| 3      | Zuid-Afrika        | 6    | 3      | 3     | 12     |
| 4      | Canada             | 3    | 11     | 6     | 20     |
| 5      | Nieuw-Zeeland      | 2    | 0      | 1     | 3      |
| 6      | Schotland          | 1    | 4      | 4     | 9      |
| 7      | Wales              | 1    | 1      | 3     | 5      |
| 8      | Jamaica            | 0    | 1      | 0     | 1      |
| 8      | Trinidad en Tobago | 0    | 1      | 0     | 1      |
| 10     | Singapore          | 0    | 0      | 1     | 1      |
| Totaal | Totaal             | 50   | 52     | 47    | 149    |